# Партія «Громадянська солідарність»
«Громадян́ська соліда́рність» (колишня назва — Партія патріотичних сил України) — сучасна політична партія України. Зареєстрована Міністерством юстиції України 25 березня 2005 року. Голова партії - Віктор Палій з квітні 2007 року, раніше - Олександр Зінченко.
Базою для створення ППСУ стали три ідейно та організаційно об'єднані громадські організації:
- Міжнародна громадська організація «Воїнство і Віра»;
- Всеукраїнська асоціація кредитних спілок військовослужбовців та працівників силових відомств;
- Всеукраїнський союз громадських об'єднань учасників бойових дій, ветеранів військової служби та правоохоронних органів.

Основною метою діяльності партії «Громадянська солідарність» є сприяння формуванню і вираженню політичної волі громадян, виробленню державної демократичної та правової політики шляхом участі у формуванні органів державної влади і місцевого самоврядування та забезпеченні представництва в їх складі членів Партії для участі в розбудові демократичної вільної України, де панує закон, моральні цінності, національні традиції та соціальна справедливість у суспільстві.

## Символіка
Щит: прямокутно-овальний, з золотим пругом. В малиновій главі щита три срібних розширених хрести, в срібному полі щита розширений малиновий хрест.
Емблема: Розширений хрест в українській геральдиці має назви «степового» і «козацького». Розширений хрест (переважно білого або малинового кольору) є основним знаком (християнським православним символом) на прапорах козацьких сотень 17-18 ст. Ця форма хреста є основною для більшості військових нагород, у тому числі Українського Ордена Богдана Хмельницького
Прапор: тканина білого кольору прямокутної форми розміром 1800x1000 міліметрів з обрамленням золотистою бахромою. У центрі прапору розташовано розпізнавальний знак (емблему) Партії.

## Вибори
Партія брала участь у парламентських виборах 2006 року, виборчий список очолив Олександр Зінченко, однак до Верховної ради жоден із кандидатів від Партії не потрапив — партія набрала близько 0,1 % голосів виборців, найбільшою прихильністю втішалася у Чернівецькій області — 0,4 % голосів.
Список партій:
- Степаненко Анатолій Тихонович
- Кочешєв Михайло Юрійович
- Болотенюк Степан Васильович
- Буденко Вячеслав Євгенійович
- Петришин Андрій Михайлович
- Туник Іван Семенович